# Natri orthophenyl phenol
Natri orthophenyl phenol là hợp chất hóa học dùng làm chất khử trùng. Nó là muối natri của 2-phenylphenol.
Là một chất phụ gia thực phẩm, nó có số E là E232.